# مذبحة مورا
مذبحة مورا هي أحداث جرت في الفترة من 27 إلى 31 مارس 2022 في مالي خلال الصراع في شمال مالي. حيث قامت القوات المسلحة والمرتزقة الروس من مجموعة فاجنر بمحاصرة منطقة مورا Moura (Mali) [الإنجليزية] لمدة خمسة أيام. وهي منطقة يسيطر عليها أعضاء جماعة نصرة الإسلام والمسلمين. لكن أعضاء الجماعة تراجعوا دون قتال محاولين الاختباء بين المدنيين. ثم تحولت العملية إلى مجزرة بحق السكان على يد الجنود ماليين والمرتزقة الروس، دون تمييز بين المدنيين وأعضاء الجماعة المشتبه بهم.

## الموقع
تقع مورا في منطقة موبتي، في وسط مالي. وفقًا لمورجان لو كام، الصحفي في «لوموند»: «تشتهر المنطقة بجودة سوق الماشية فيها. في نهاية الأسبوع الماضي قبل حلول شهر رمضان، يتدفق سكان القرى المجاورة بأعداد كبيرة لشراء الأغنام. ووسط هذا الحشد، يتجول رجال مسلحون على مرأى من الجميع. تقع مورا في منطقة غابات وتُغطيها الفيضانات ويصعب الوصول إليها.». المنطقة تقع تحت سيطرة أعضاء جبهة تحرير ماسينا، التابعة لجماعة نصرة الإسلام والمسلمين.

## الإجراءات
في 23 مارس، شن الجيش المالي هجومًا، في إطار العملية «كيليتيجوي Kélétigui» (والتي تعني «من يصنع الحرب celui qui fait la guerre» في اللغة البمبرية)، وهي العملية التي بدأت منذ نهاية عام 2021 في وسط وجنوب مالي. وقد جرى نشر أفراد الجيش والقوات الجوية والقوات الخاصة، بالإضافة إلى المرتزقة الروس من مجموعة فاجنر، وشارك فيها ثلاث مروحيات على الأقل.
ووصل الجيش المالي قرب مورا الواقعة على بعد 45 كيلومترًا من مدينة موبتي في يوم 27 مارس، وحُوصرت القرية طيلة خمسة أيام.
وبدأت العملية تتحول إلى مجزرة. حيث ذكر ناشط أفريقي في مجال حقوق الإنسان لصحيفة لوموند : «وحلقت طائرات هليكوبتر فوق السوق وهي تطلق النار على من يحاولون الفرار. فترك أعضاء الجماعة أسلحتهم وصاروا وسط الحشد. ولم يميز إطلاق النار بينهم وبين غيرهم".
وقال شاهد آخر لصحيفة ليبراسيون : «هبطت طائرتان هليكوبتر في ساحة منزلي خارج القرية، وخرج جنود بيض وأخذوا أماكنهم على سقفي وفتحوا النار على الرجال الذين كانوا يركضون».

## الخسائر
من الصعب تحديد الخسائر البشرية. حيث عُثر على جثث متفحمة. ويقوم السكان بحفر مقابر جماعية لدفن الجثث. وفي الأولى من أبريل، قال مُدافع عن حقوق الإنسان من وسط مالي لصحيفة لوموند : «هذا الصباح، كان القرويون لا يزالون يدفنون الجثث. ولم يعد بإمكانهم عدُهم لأن هناك الكثير منهم».
في يوم 1 أبريل، أعلن الجيش المالي تقييمه للأوضاع، وذكر أنه قتل «203 مقاتلا من الجماعات المسلحة واعتقل 51». ولم يذكر البيان الصحفي أي خسائر في صفوف القوات المسلحة المالية. وذكر أن «... يظل احترام حقوق الإنسان أولوية في إدارة العمليات».
ومع ذلك، فإن منظمة العفو الدولية تُشكك فيما أعلنه الجيش المالي، وتشير إلى أن الشهادات التي جرى جمعها على الفور تشير إلى وقوع ما بين 150 إلى 500 ضحية مدنية. واستنكر عثمان ديالو، من مكتب منظمة العفو الدولية في غرب إفريقيا ومقره داكار، ما وصفه يقوله: «... وحشية الجيش المالي ومرتزقة مجموعة فاجنر». ويضيف ذلك: «يتحدث الجيش المالي عن 203 قتلى في تجمع حاشد ويتحدث عن قتال، بينما تخبرنا جميع المصادر التي تمكنا من مناقشة الأمر معها أنه لم يكن هناك قتال. كان هناك هجوم بطائرة هليكوبتر يوم السوق. واستمر حصار القرية لأكثر من خمسة أيام اقتحم خلالها الجيش المالي القرية وفتش منازلها وأعدم عددًا من المدنيين وأجبر بعض المتواجدين في مورا على حفر قبور لدفن أو حرق كل من قُتلوا خلال هذه العمليات».
وفي 3 أبريل أشارت صحيفة ليبراسيون إلى أن المجزرة أسفرت عن مقتل ما بين 200 و400 شخص بحسب معلوماتها.
من جهتها، أعلنت بعثة الأمم المتحدة (مينوسما) أنها «قلقة للغاية بشأن مزاعم العنف ضد المدنيين». كما حذرت كورين دوفكا، المديرة المسؤولة عن منطقة الساحل في منظمة هيومن رايتس ووتش غير الحكومية، من زيادة كبيرة في جرائم الحرب في مالي، وقالت: «عدد المدنيين الذين قُتلوا على أيدي أعضاء الجماعة والجيش ومرتزقة فاجنر في الأسابيع الأخيرة مذهل ويشكل نقطة تحول مميتة في الصراع. يجب على مالي ضمان العدالة لمواطنيها، بغض النظر عن عرقهم أو مشاركتهم المزعومة في جماعة مسلحة. قتل المدنيين والمشتبه بهم باسم الأمن ليس طريقة لشن الحرب».